# 莉莉谋杀案
莉莉（英語：Leigh Leigh）原名莉·伦尼娅·米尔斯（英語：Leigh Rennea Mears），澳大利亚东海岸新南威尔士州弗恩湾人，1989年11月3日死于谋杀时年仅14岁。她案发当晚在斯托克顿海滩参加某16岁男孩生日聚会，在海滩上同他人发生性关系后情绪低落地返回聚会现场，然后又遭到一伙男孩的肢体攻击，事后审议案件的法官认定，莉莉之前在海滩上也是被人强奸。这伙男孩用脚踢莉莉并吐口水，她随后离开现场。次日早上，他人在附近沙丘上发现莉莉赤裸的尸体，除头骨破裂外还有外阴严重损伤。
在生日聚会上充当门卫的18岁男孩马修·格兰特·韦伯斯特承认犯下谋杀莉莉的罪名，被法庭判处有期徒刑20年，且前14年不得假释。服刑14年半后，他于2004年6月假释出狱。另一个门卫盖伊·查尔斯·威尔逊是聚会现场唯一年过18岁的人，他在法庭上承认参与了多名男孩对莉莉的殴打，另外还有一名15岁男孩承认与未达最低法定性交年龄的莉莉发生性关系。事实证明，莉莉谋杀案的调查充满争议，许多承认犯下不同罪行的人始终没有受到起诉，这其中还包括殴打莉莉的男孩，同时也没有任何人被控强奸莉莉。此外，韦伯斯特的供述也同法医证据不符。案件调查过程之后分别于1996年和1998年经新南威尔士州罪案委员会和警察廉政委员会审查，警察廉政委员会最终建议把负责案件调查的警探撤职。
莉莉谋杀案引起媒体的极大关注，媒体起初聚焦于谋杀和性侵案件本身，之后又向聚会缺乏家长监督、毒品和酒精泛滥，以及莉莉本人的性冲动在事件中所起的作用转移。有研究指出，媒体对这起谋杀案的报导属于典型的指责受害人:131:480。莉莉谋杀案成为舞台剧《氏族物业》的灵感来源，之后又扩充成长篇剧作《魔岩风暴》，该剧改编的同名电影于1997年上映。

## 背景
莉莉原名莉·伦尼娅·米尔斯，於1975年7月24日出生，是羅賓·林恩·曼塞尔（Robyn Lynne Maunsell）和羅伯特·威廉·米爾斯（Robert William Mears）的女兒。據莉的外婆透露，外孫女兒4到7歲間是和她生活在一起，但沒有說明這一生活安排的緣由。莉的雙親在孩子約7歲時離婚。妹妹傑西（Jessie）於1983年出世後，莉搬回母親家裡，隨後將姓氏米爾斯改為和妹妹的生父相同，從此更名莉莉。慘案發生前，她與妹妹、母親和繼父布拉德·希尔曼（Brad Shearman）一起住在新南威爾士州弗恩灣（Fern Bay）的富勒頓路（Fullerton Road），一家人之前住在斯托克頓輪渡碼頭附近由住房委員會提供的住宅裡，剛搬到富勒頓路9個月。莉莉在紐卡斯爾高中念8年級，據外婆所說，孫女兒很喜歡上學:125。她先後在3所小學就讀，分別是斯旺西（Swansea）的聖派翠克小學（St Patrick's）、哈密尔顿北部公立學校（Hamilton North Public School）和斯托克頓（Stockton）的聖彼得小學（St Peter's）。週末及其它節假日學校放假時，莉莉大部分時間都是在麥覺理湖市基拉本灣（Kilaben Bay）的外婆家裡度過。她和表妹特蕾西（Tracey）是最好的朋友，據特雷西回憶，姐妹兩人喜歡一起去看電影和溜冰，或者“只是閒逛”。據莉莉的阿姨回憶，莉莉曾希望長大後成為獸醫:126。她的媽媽和外婆都認為，莉莉就是“典型的青少年”:125。

## 案发当晚

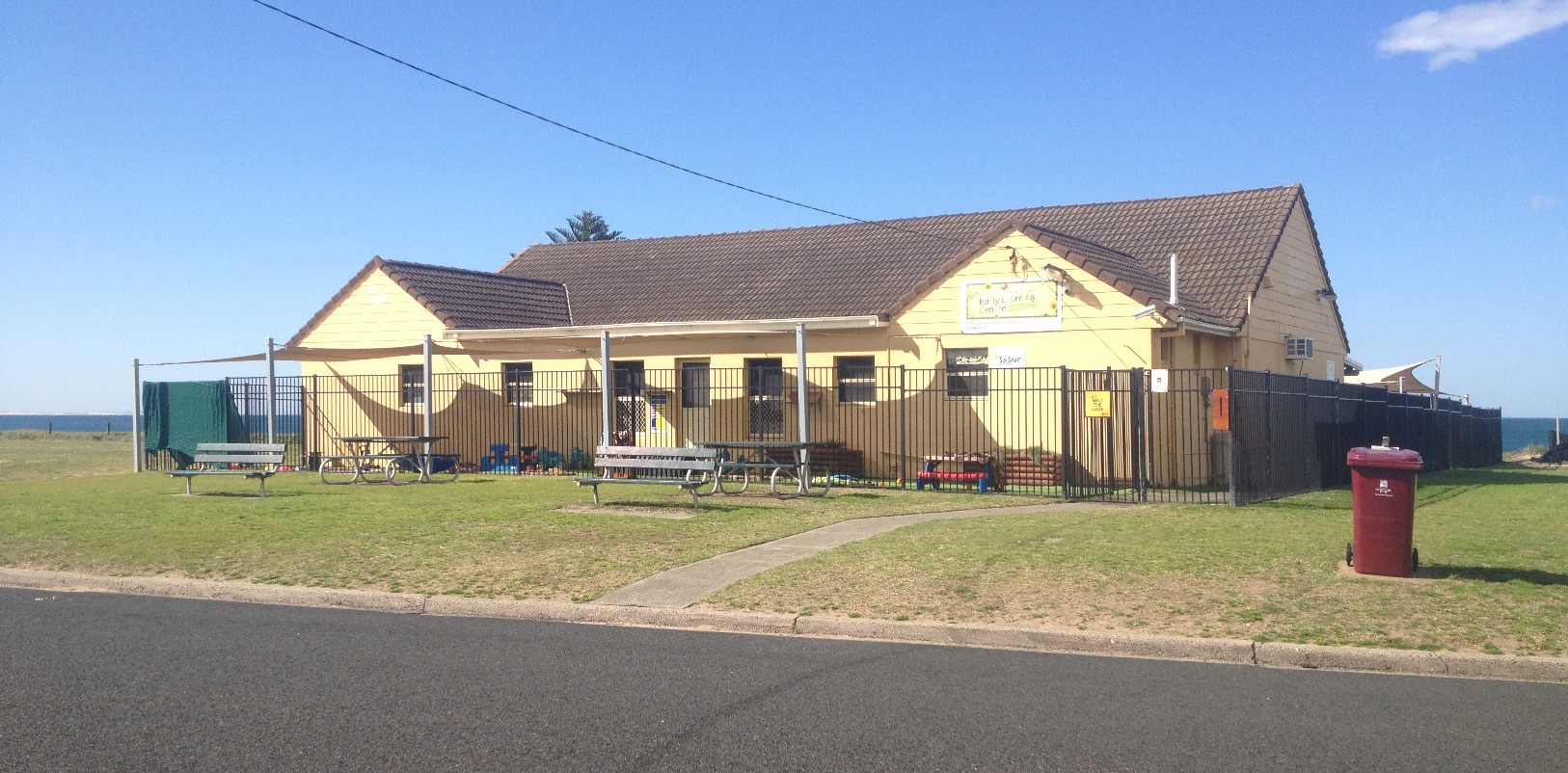
当年举办聚会的庭院（摄于2014年）。案发后这里一度废弃，之后在20世纪90年代中期改建成幼儿中心。

1989年11月3日，纽卡斯尔高中学生杰森·罗伯逊（Jason Robertson）的16岁生日聚会在北斯托克顿冲浪俱乐部举行，该俱乐部所在庭院原已废弃，国际狮子会斯托克顿分会于4年前接手，然后面向各类活动提供租赁服务。警方估计，约有60人参加这场聚会，媒体报导中的数字中最高的达到100:5。前来参加聚会的大部分都是纽卡斯尔高中的10年级学生:475，不过聚会期间也曾有人看到过两个年仅10岁的孩童。现场很多人都在喝酒或吸食大麻:23，还有一些则发生了性关系。
14岁的莉莉有参加聚会的请柬，她向母亲保证聚会现场有成年人监督，母亲于是准许孩子逗留到晚上23点:131。现场门卫马修·韦伯斯特（Matthew Webster）和盖伊·威尔逊（Guy Wilson）是聚会上仅有的两个成年人。根据报道，莉莉当晚非常兴奋，因为这是她第一次参加少年聚会。据警方证人报告记载，聚会现场除了莉莉外还有其他多名未成年少女，她们获得邀请的原因都一样，方便其他人把她们灌醉后再发生性关系。根据警方报告，韦伯斯特曾在聚会上对另一人说：“嘿伙计，我们会把莉莉灌倒，然后一起上她”:14。聚会现场多人之前曾有成年人为他们购买过酒精饮品，莉莉也是其中之一，她和朋友都拿到一瓶混有可口可乐的占边威士忌:14。根据证人回忆，她很快就变得烂醉如泥。另有证据证实，一个15岁男孩这时说：“我要出马去上了（她）。”按照法律规定，正式记录中不能如实写下这个男孩的名字，所以都以代号“1”代替。据目击者称，莉莉同1一起前往海滩不久就因醉得太厉害导致1几乎不得不背着她前进:16。

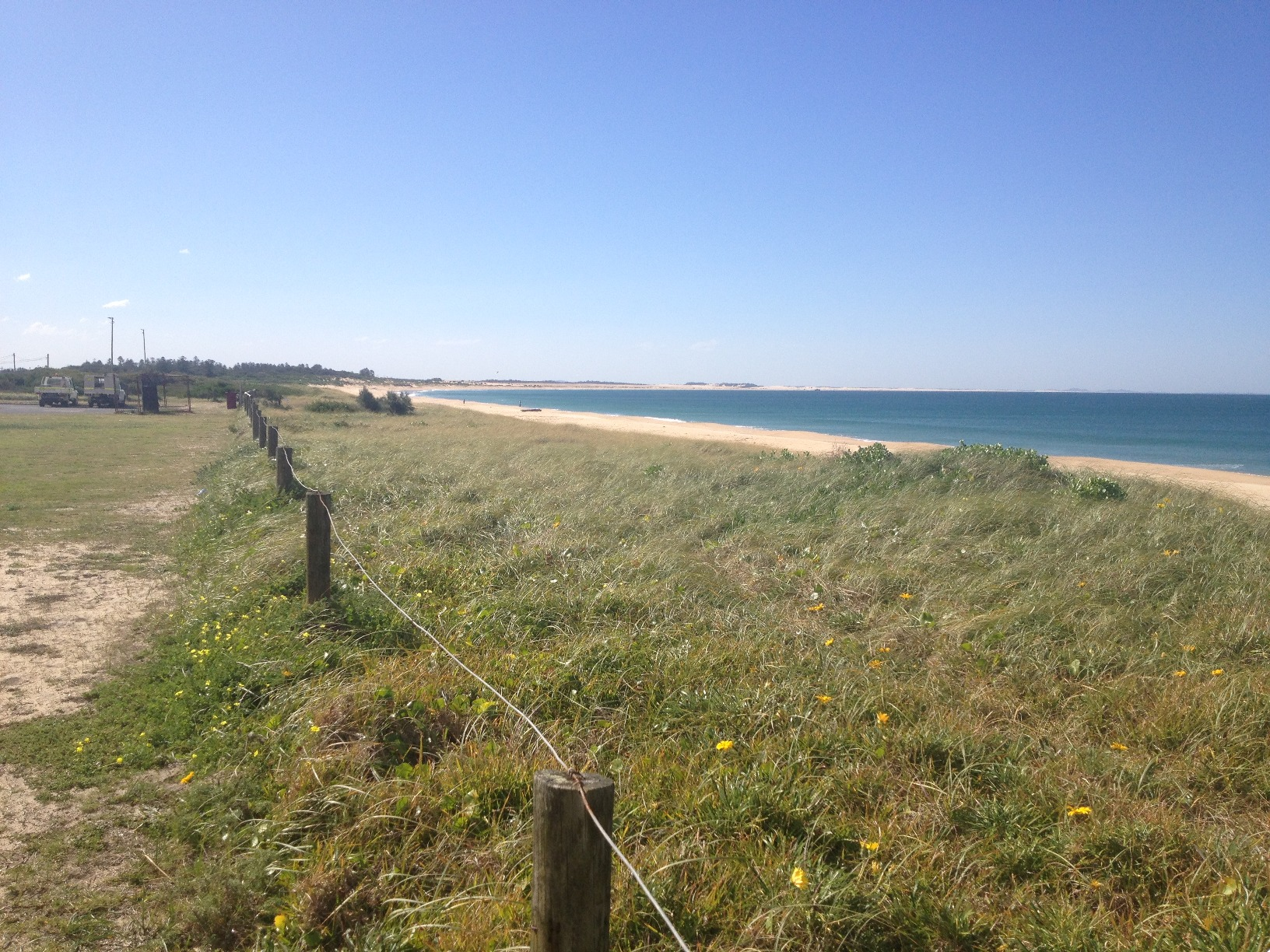
从冲浪俱乐部看向北面的斯托克顿海滩，莉莉同NC1离开聚会现场时就是朝这个方向前进。

过了一段时间，莉莉从海滩上回来，她的情绪十分沮丧，两腿间还在流血，一边哭着寻求帮助:19。据报道，聚会上的部分人试图劝慰莉莉，想要知道她身上究竟发生了什么事:20，莉莉则“断定她被强奸了”，嘴中重复说“（1）操了我”:16和“我恨他”:5。看到莉莉说出这些话后，韦伯斯特对一群男孩说：“她就是个贱婊子，我们何不都一展身手呢”:28。19岁的盖伊·威尔逊于是走上前，用手环住莉莉，要求同她发生性关系，并在遭拒后将她推倒在地，韦伯斯特及莉莉周围的约10个男孩也加入进来。这些人口中大声辱骂，还用脚踢她，在她身上倒啤酒，还把啤酒和唾沫吐在她身上:21。现场有多人目睹，但却没有任何人伸出援手或试着联系警察、莉莉的家人以及其他成年人:20。这场虐待持续了约5分钟，莉莉在这些人停手后站起来并且踉踉跄跄地走开，然后又捡起一个空啤酒瓶朝他们扔过去，但没有打中:6。盖伊·威尔逊在莉莉走开时拿起一个啤酒瓶扔过去，有些证人称他也没打中，还有些则称酒瓶打中了莉莉的腿:6:23。莉莉走进拥挤的俱乐部内寻求帮助，这群男孩又跟进去，接下来又发生类似的暴力攻击:24。有证人看到她在晚上22点30分左右离开俱乐部走向海滩:33。22点50分，莉莉的继父抵达聚会现场来接继女，然后和多名参加聚会的人一起找她，但一直都没找到。反复搜寻未果后，莉莉的继父和妈妈决定回家等她，猜测女儿应该是去了哪个朋友家过夜。:29次日早上，莉莉的继父在多名参与聚会的年轻人帮助下重新开始寻找继女，最终在冲浪俱乐部以北约90米的沙丘上找到她的尸体:65。邀请莉莉参加聚会的请柬这时还在她口袋里。
发现莉莉的尸体时，她身上只穿着鞋子和袜子，内裤和短裤都挂在右脚踝上。尸体处于仰卧，双腿分开，她的套头衫、衬衣和带有固定弯钩的胸罩都在尸体旁，沾有酒渍并且揉成一团:63。尸体旁的滨藜都被压平:65。根据警方法医报告，莉莉的尸体旁还有块血迹斑斑、重5.6公斤的石头，最远的血迹距尸体有2.8米远:64。

### 尸检
根据尸检报告，莉莉死于颅骨骨折和脑损伤:63。她遭到多次大力击打，单头部就至少有3次:79。尸检还发现莉莉生前出现窒息性内出血，她的下巴、肋骨、肝和右肾有多处损伤，颈部有手指压伤，表明她死前还被人用力卡住脖子，只不过最终并非被人掐死。莉莉的血液酒精浓度为0.128，:63根据圣母大学文献记载，这么高的酒精浓度会导致“运动协调和良好判断能力的显著丧失”。莉莉被谋杀前无疑受到暴力性侵犯:65:17，证据表明她在这个夜晚以前还是处女:64。莉莉的阴道左侧内壁存在很深的瘀伤，处女膜也有大量瘀伤，外阴部还有两道撕裂伤，其中一条有20毫米长:19。约翰·杜夫罗（Johan Duflou）对尸检结果进行分析后指出，莉莉生殖器官受到的大部分损伤应该都是由刚性物体导致，并且有可能是啤酒瓶:80。此外，尸检未能从她体内找到精液。

## 调查
侦缉警长兰斯·查菲（Lance Chaffey）受命率领多达20名警探对案件展开调查，但过了几周就缩减到不足10人:43。据罪案记者马克·赖利（Mark Riley）记载，警方通过“面面俱到的流程”交叉核实数十名青少年的证词，到11月5日时，警察已经同约40名少年谈话，还准备再约谈20人左右。最早进入警方视线的3名犯罪嫌疑人是马修·韦伯斯特、盖伊·威尔逊和1:51。11月5日，1向警方承认自己曾与莉莉发生性关系，但当时是得到她同意的:61。威尔逊起初否认自己有任何不当行为，但在之后受审时承认他有推倒莉莉，并且往她身上倒啤酒、吐唾沫，还曾向她扔过空酒瓶:57。韦伯斯特承认有往莉莉身上倒啤酒，但否认自己曾施以性侵或是导致她死亡:61。他起初告诉警方自己在聚会过后前往酒馆，但8天后又改变说法，称自己当时是在散步:77。韦伯斯特还称，聚会上有两个14岁女孩找上他和1，想要一些“哈希”，两人于是给了她们一小袋哈希什树脂，并收取了20澳大利亚元。警方提取了两名嫌疑人的血样，《纽卡斯尔先驱报》（The Newcastle Herald）报道称，这有可能是猎人谷地区的谋杀案调查过程中首度采用检测技术。此外，警方还取得了多名嫌疑人的衣物样本。
犯罪学家兼莉莉谋杀案知名研究员克里·卡林顿（Kerry Carrington）在著作《谁杀了莉莉？》（Who Killed Leigh Leigh?）中指出，“相互猜疑、流言和反流言”都对案情调查推波助澜:35。聚会的参与者人人自危，担心自己会成为下一个传言中的凶手。马修·韦伯斯特、杰森·罗伯逊以及另外两个男孩就带着这样的不满登上11月8日的《纽卡斯尔先驱报》的头版报道:37。一时间最广为流传的传闻称莉莉是被继父谋杀，并且两人的性关系已经持续数月。1990年11月，探长查菲在接受记者莱利采访时表示，警方已经多次听到这一传闻，也曾考虑将谢尔曼列为嫌疑人:478。莱利发表的报导中称，斯托克顿社区一直对谢尔曼抱有怀疑，直至11月6日韦伯斯特正式受到谋杀罪起诉为止:478。韦伯斯特在殴打莉莉和向未成年人提供大麻树脂两项罪名上认罪，然后取得保释，量刑时间定在1990年2月21日。1月19日，威尔逊也在殴打莉莉罪名上认罪，然后获准保释，等候宣判。1月28日，韦伯斯特因谋杀案受到4名男孩奚落时攻击了其中一人。1月31日，布拉德·谢尔曼在公开场合找上盖伊·威尔逊，打了他头部3拳，据称这是因为威尔逊曾向他扬言，自己下一步就会找上莉莉的妹妹。谢尔曼因此受到伤人罪指控并认罪。
1990年2月16日，仍处保释期间的韦伯斯特在第3次接受警方质询时承认是自己杀害了莉莉。根据审问笔录，韦伯斯特起初否认自己就是凶手，但就在警方提出下一个问题前他又说：“好吧，是我幹的。但我实在难以相信……事情发生了，这真是难以置信。”韦伯斯特接下来称，他在找自己藏的啤酒时看到莉莉，然后两人一起朝沙滩上的滨藜丛走去，然后他脱掉她的衣服，并把一根手指插入她的阴道。但是莉莉拒绝了他的性要求，韦伯斯特因此爆发，他先是掐住她的脖子，然后用石头把她砸死，:75他还特别强调，自己杀人的动机是担心受害人因以为会受强奸而尖叫。在警局的牢房度过周末后，韦伯斯特于2月19日到达法庭，法官这次拒绝批准保释。3月21日，正被关押的韦伯斯特在1月28日的伤人罪上被判罪名成立，处以罚金250澳大利亚元。7月17日，谢尔曼因1月31日的伤人罪被判12个月的守行令，法官认为谢尔曼是因受到挑衅而殴打威尔逊，所以没有将定罪记录在案。

## 定罪
1990年2月28日，1在同低于最低合法性交年龄的未成年人发生性行为的法定强奸罪名上认罪，他是第一个被判刑的嫌疑人:20。法庭判处他在拘留所羁押6个月:62，这也是未成年人犯下这一罪行后的最长刑期:20。克里·卡林顿和安德鲁·约翰逊（Andrew Johnson）在《澳大利亚女性主义法学期刊》（The Australian Feminist Law Journal）发文指出，检方很可能不会以强奸罪起诉1，因为在缺乏证据的情况下，这样的指控不大可能得到法庭支持，虽有多名证人记得莉莉对事件的描述，但这属于传闻证据，因此不能呈庭:21。5月11日，1的刑期经过上诉下调为100小时的社区服务。法官指出，呈庭证据显示被告和莉莉的性关系是双方自愿的，所以勒令1做一些对社会有益的事情更好，拘留则有可能导致他在迷途上渐行渐远。多个来源认为，法官做出自愿性行为的判断主要是因为呈庭证据不足:20。
1990年3月19日，法官判处威尔逊因殴打莉莉入狱6个月。韦伯斯特起初受到性侵犯的罪名指控，但到庭审时检方已经撤回这项控罪，对此也没有公开解释:81。希拉里·伯恩-阿姆斯特朗（Hillary Byrne-Armstrong）在《澳大利亚女性主义法学期刊》撰文指出，韦伯斯特很可能同检方达成控辩交易，以承认谋杀换取检方放弃其他相对较轻罪名的起诉:19。1990年10月24日，韦伯斯特承认杀害莉莉，这意味着法庭无须传唤证人出庭，由查菲探长当庭宣读一系列法律上认定的事实。新南威尔士州最高法院大法官詹姆斯·罗兰·伍德（James Roland Wood）判处韦伯斯特有期徒刑20年，其中前14年不得假释:474，他认为韦伯斯特的定罪有可能平反，所以不适合判处无期徒刑:86。伍德还在裁决中认定，韦伯斯特杀害莉莉的动机是担心她会告他性侵犯:475。5名斯托克顿居民自愿向法庭提供品格证据，称这位体重120公斤的少年出身良好家庭，平时沉默寡言，是个“温和的巨人”:140。但是，也有多人对这份品格证据感到不可思议，称韦伯斯特也以“大胖子马特，斯托克顿的暴徒”之恶名为人所知。韦伯斯特之后被押往帕克利惩教中心服刑。
伯恩-阿姆斯特朗认为，检方的确很可能会通过与韦伯斯特达成控辩交易来避免旷日持久、劳民伤财的诉讼，同时接受被告的供罪也有助于确立擬制，即韦伯斯特在性侵和谋杀莉莉两项罪名上无疑都是单独行事:19。在她看来，受此交易影响，法官最终量刑时几乎没有考量莉莉所遭受的暴力性侵:17，而且大法官伍德显然只获得验尸报告的部分信息来佐证韦伯斯特的供述:18。
韦伯斯特是新南威尔士州实行“量刑确定性”法律以来第一个经法院量刑的杀人犯:477，这意味着无论在任何情况下，他服刑的前14年都不可能获释。实行这一法规前，与韦伯斯特同龄的罪犯则有可能在服刑9年后假释。韦伯斯特认为他的刑期太长，并向新南威尔士州刑事上诉法院上诉，该法院大法官格里森（Gleeson）、李（Lee）和阿伦（Allen）于1992年7月驳回上诉:476，并指出这起罪行“实在太过恶劣，只有施以非常严重的刑罚，才能符合社会的普遍道德意识”。
2004年2月，韦伯斯特首度申请假释，但因他尚未从事过监外就业而遭拒。完成持续数月的监外就业后，韦伯斯特于同年6月10日获假释，这时他已服刑14年半。假释条件中规定，他只能在缓刑和假释官的陪同下前往纽卡斯尔或斯托克顿。韦伯斯特的假释引起新南威尔士议会的探讨，州司法部长约翰·哈兹斯特戈斯（John Hatzistergos）对议会质询作出回应，称让韦伯斯特在监督下重返社会，比让他服完全部刑期后再不受限制地返回社会更好。莉莉的家人在韦伯斯特假释后表示，他们对他已经不再怀恨于心，希望他一切安好，“重新做人”。2004年11月，韦伯斯特因斗殴被捕，他的假释也随即撤销，不过他声称自己无罪，只是正当防卫。2005年5月，检方因证据不足撤回起诉，韦伯斯特也随即获释。

## 媒体报道
莉莉被害一事得到悉尼和纽卡斯尔媒体长时间的大范围报道，她名字中的叠词很可能也对这种持续报道推波助澜:476。1989至1994年间，《纽卡斯尔先驱报》至少发布了39篇有关案件的报道，其中23篇位于头版:127。《悉尼晨锋报》在此期间则刊发了至少10篇文章:128。除大量媒体报道外，澳大利亚还出现以案件为灵感来源的舞台剧作和电影，致使莉莉谋杀案成为所谓的“名人犯罪”:477，莉莉也被称为“名人受害者”:484–485。1996年，心理学家罗杰·彼得斯（Roger Peters）将媒体对案件的高度兴趣归因于斯科克顿社区对事件的关注，因为犯下罪行的人与他人眼中常见的罪犯不同，彼得斯表示：“我觉得这其中的主要原因在于，人们很熟悉犯案的人。如果是个外人跟踪并杀害她的话，我估计人们早就忘了。”
多个来源认为，韦伯斯特被捕前，媒体报道更多关注于质问和追责，而非找到真正的凶手:478:131。警方逮捕韦伯斯特后，媒体仍然在追问是否还有其他机构可能对惨案发生负有责任:479。这些报道从一开始就在强调聚会缺少成人监督:478，大法官伍德在为韦伯斯特量刑时同样批评家长监督的缺失:476。《悉尼法律评论》（Sydney Law Review）研究员乔纳森·莫罗（Jonathan Morrow）和墨赫拉·圣罗克（Mehera San Roque）在论述中称，伍德的这番话“可能又会在多家报纸报导这起罪案时引用”:479，事实也的确如此，多家媒体都在报道中引述大法官的话:132。韦伯斯特的刑期也引来媒体的浓厚兴趣，这有可能是因为他年纪尚轻，刑期又比较长，同时这也是新确立的“量刑确定性”规则首次在谋杀案宣判中生效。他因刑期较长而提请的上诉同样获得相当多的媒体关注。:476–477
根据克里·卡林顿和安德鲁·约翰逊的观察，媒体在案发不到一年后就几乎不再在报道中提及莉莉遭受的性侵犯，而且也几乎不再说明她是受到一群男孩的殴打。两人对此认为，1没有受到强奸罪指控，这令他和莉莉的性关系是出于双方自愿的拟制确立。:28反过来，这种莉莉自愿与1发生性关系的假设又成为舆论走向的转折点，有报道开始批评她从一定程度上对自己的处境及最终被害负有责任:22，因为她自身在性行为方面不够检点，所以一定程度上“招来了（他人的殴打）”。除被害人不检点和现场缺乏成人监督外，卡林顿还指出，媒体的关注点同时还在向聚会上毒品和酒类的泛滥转移:128–129。莫罗和圣罗克认为，媒体关注的焦点已经逐渐远离莉莉被害当晚所受到的虐待，转为关注上文所述的其他因素:480。案件候审期间一份心理学报告上的形容词“淫蕩”也成为媒体关注的焦点:84：
韦伯斯特杀害莉莉并不是因为她不愿发生性关系，而是因为她成了一个活生生的范例，即使身为荡妇，身为其他人眼中不名一文的低贱奴隶，她仍然不屑同他发生性关系。——针对马修·韦伯斯特的心理学报告
卡林顿批评媒体完全误读了这份报告，因为“淫蕩”的说法并不是递交报告心理医师的看法，而是该医师对韦伯斯特感受的解读:84。她还一度谴责马克·莱利对案件的大量报道属于“新闻偷窥”，认为这些报道:135正是将攻击目标从凶犯转移到受害人身上的罪魁祸首:129。她还特别举出莱利的一篇报道为证，文中称莉莉曾与母亲探讨过性话题，还暗示莉莉的长相和身体发育程度都导致她最终被害:130。莫罗和圣罗克同样谴责莱利的文章，称这些报道以长篇大论来表达令人坐立难安的理念：强奸受害人应该对自己被人袭击负责:479。包括伊娃·考克斯（Eva Cox）、阿黛尔·霍林（Adele Horin）在内的多位作家同样驳斥这种认为莉莉在任何方面对自己被性侵甚至杀害负有责任的观念:480。多份来源认为，针对本案的媒体报道已经成为指责受害人这一更大范围文化理念的体现:131:479–480。

## 针对警方的批评
警方对案件的调查过程引来批评:477，例如他们无法及时找到凶手，花了超过3个月时间才立案起诉韦伯斯特，但案发不到10天后，警方就已确定被告在自己的行踪方面撒了谎，而且韦伯斯特不但有犯罪时机，还曾公开扬言要强奸莉莉:77。
定罪嫌疑数量之少也导致警方受到批评。虽然有多人向警方承认他们曾在聚会上群殴莉莉，但只有威尔逊因此受到起诉，承认曾在这次聚会前帮莉莉买酒的成年人也没有受指控:x。1承认当晚还同聚会上另一未达最低合法性交年龄的少女发生性关系，但他同样没有因此成为被告。韦伯起初虽然被控强奸，但检方又在没有任何说明的情况下撤回起诉:81，这导致控方空有莉莉生殖器官损伤的照片和法医证据:x，但却没有任何人被控强奸或性侵受害人:476:x。莉莉的母亲向澳大利亚广播公司国家电台表示，她曾询问查菲探长其他嫌犯未被起诉的原因，探长的回应是反问她是否知道“展开调查的成本”。

### 法医检验
警方取得多名嫌疑人的血液和衣物样本，其中包括威尔逊在案发当晚所穿的衬衣，他承认衣服上有血迹:69，但却无从得知法医是否做过检测。克里·卡林顿推测，警方声称证据已送交化验的说法有可能只是为了迫使嫌犯认罪:68。莉莉的姥姥告诉卡林顿，办案警探曾告知莉莉的家人，嫌犯衣物已送交苏格兰场检验，但她之后致电苏格兰场，对方却称没有收到任何在相应时间段从澳大利亚送来等待法医检验的物品:68。
之后找到的唯一一份法医检验记录是法医生物学家确认于1989年11月6日收到4件检测物品，其中3件是莉莉的衣物，第4件则是她尸体旁带血的石块。与此同时，这份记录还表明其它证据都没有送检，送检的物品之后一直没有检验结果，也没有说明其它物品为什么没有送检:70。据卡森顿记载，调查过去4年后，当时的一名警探告诉她，警方没有将任何从嫌犯身上取得的样品送交法医检测:61。从韦伯斯特身上所取样品也没有在之后的起诉过程中发挥任何作用:61。法医学家哈利·博彻（Harry Boettcher）教授表示，如果警方没有检验这些样品，那么这属于无可辩驳的“职业疏失”:70。2009年，一名律师代表莉莉的家人发表声明，称鉴于测试技术的进步，现在应该是重新审查这些证据的时候了。

### 其他案犯存在的可能
受多种因素影响，有人猜测韦伯斯特并非独自一人杀害莉莉。警方在韦伯斯特供认时始终没有询问他是否单独行动:75。卡林顿批评警方就这样对韦伯斯特的供证信以为真，对于法医证据及其他证人的证供视而不见:78，她的调查结果强调韦伯斯特的供述和法医证据存在矛盾之处。例如，韦伯斯特称自己是跪在受害人身旁用左手掐住她的脖子:79，但验尸报告却显示莉莉颈部的瘀伤应该是由他人的右手导致:78。卡林顿同时质疑韦伯斯特说他沿着明亮的街道步行到斯托克顿半岛的另一边再洗去手上血迹的说法，因为他完全可以直接在距现场不到100米的沙滩上洗手，那里伸手不见五指，谁也不会发现他:80。她还指出，韦伯斯特声称自己衣服上没有沾上血迹，只有手上有的说法纯属无稽之谈，因为莉莉被打得非常重，血向一个方向喷出2.8米远，另一方向也有1.3米远:79。韦伯斯特声称，他在沙滩上和莉莉一起散步，但警方报告却表明有4名证人称她是独自在沙滩漫步，另有两人声称看到韦伯斯特和威尔逊一起离开冲浪俱乐部:42。1和威尔逊都没有可靠的不在场证明证实凶案发生时他们的行踪:23，威尔逊曾告诉警察他独自在沙滩行走，莉莉离开俱乐部时从他身边经过，时间距她被杀只差几分钟:24。韦伯斯特自称只用手指插入莉莉的阴道，但多份来源指出这和验尸结果不符，因为莉莉的生殖器官存在严重损伤:80:17，而且这些损伤也同1有关他和被害人在双方自愿的情况下发生性关系的说法不符:20。博彻教授在审查这次尸检期间指出，导致莉莉死亡的重击来自多个方向，而且有可能涉及不同的凶器，所以行凶者可能不止一人:65。
卡林顿和约翰逊猜测，莉莉从海滩返回后受到一群男孩的殴打，这是对她声称自己被强奸的惩罚，然后韦伯斯特和另外两人因担心她会告诉其他人而痛下杀手。但为了避免引起法律性的后果，两人没有具体说明另外两个凶手的名字，只称其中一人之前还曾性侵莉莉，另一人则有可能在受害人身亡后还用啤酒瓶插入她的下体，作为当众拒绝同他发生性关系的惩罚。:23, 291997年，韦伯斯特首次就本案接受媒体采访，坚称自己是独自一人杀害了莉莉。

## 余波
得知没有任何人会因性侵莉莉受起诉后，莉莉的母亲于1990年开始公开呼吁对案件进行正式的重新调查:76。1994年8月，克里·卡林顿向新南威尔士州警务皇家委员会寄去包含1万7000个单词的文档和300页证据，要求对案件重新调查:113。法官詹姆斯·罗兰·伍德是该委员会的负责人，但委员会的一名代表称，伍德虽曾参与韦伯斯特的庭审，但这不会对调查结果产生任何影响。1994年12月，委员会的一名代表声称，经过深思熟虑，他们决定不对本案展开调查:113。
1993年5月，莉莉的母亲和妹妹经受害人赔偿案件获得2万9214澳大利亚元赔偿金。在卡林顿研究团队的资助下，莉莉的家人对此赔偿金额提出上诉:477。1995年5月，法官约瑟夫·摩尔（Joseph Moore）作出具有里程碑意义的裁决，同意这一上诉请求:115，将莉莉母亲和妹妹所获得的赔偿金额增加了13万4048澳大利亚元。摩尔在裁决中指出，证据表明莉莉拒绝了1的性要求，“两人的性交行为并没有得到她的同意”。法官还承认，无论是谁实施了性侵犯，他或他们都没有被绳之于法，也没有人因殴打而被定罪:116，并特别提到杰森·罗伯逊和除韦伯斯特与威尔逊外另外3个曾参与殴打的男孩姓名:483。1997年，莉莉的母亲停止再为案件重开奔走:76，自称已精疲力尽，只求能继续生存下去。

### 新南威尔士州罪案委员会
1996年10月，新南威尔士州警务部长保罗·惠兰（Paul Whelan）在州议会宣布，新南威尔士州罪案委员会将会审查莉莉谋杀案。惠兰承认没有任何人被控性侵莉莉，这次审查是“我们纠正莉莉死亡当晚可怕过错的机遇”。
1998年3月，委员会公开审查结果，称导致定罪的罪行大体和法庭描述相符，韦伯斯特独自一人性侵并马上杀害了莉莉，所以无需再起诉其他人，警方在决定不起诉其他嫌疑人上没有不当之处:16。不过，委员会批评了警方在办案中的一些程序和做法。委员会没有针对韦伯斯特的供述同法医证据间的矛盾之处置评，也没有澄清相应法医证据到底有没有送交检测。面对威尔逊染血的衬衫是否曾经送检的问题，委员会代表同样不予置评。:121委员会取得的一份专家意见指出，韦伯斯特“有可能同莉莉发生过污辱她的性行为，但由于羞愧和尴尬，他永远都不会承认”，另外一份专家意见则表示，无论是单根手指还是阴茎都不可能导致莉莉的生殖器官受严重损伤:17。希拉里·伯恩-阿姆斯特朗指出，这些专家意见同韦伯斯特的供述相左，令人对委员会如何得出各项结论产生怀疑:15–17。罪案委员会一共完成了两份报告，但只有一份公开发布，另一份则转交警察廉政委员会展开调查:15。

### 警察廉政委员会
罪案委员会的调查结束后，警察廉政委员会随即接手，在1998年一共询问过26人，其中大部分是警察。韦伯斯特、威尔逊、1，以及曾参与聚会的其他多名证人也接受了委员会质询。质询期间，警方受到审讯期间殴打4名嫌疑人的指控，这4人分别是韦伯斯特、威尔逊、1，以及韦伯斯特的亲戚5，由于案发时他还只有17岁，所以报告中同样没有提及他的姓名。韦伯斯特在接受质询时再次承认自己杀害了莉莉，并且坚称是单独行动，他还称，审讯期间他拒绝承认自己就是凶手时，警察曾反复对他拳打脚踢。斯科特·塔克（Scott Tucker）在《纽卡斯尔先驱报》发文指出，警方还受到暴力威胁、虚报和隐瞒证据的指控，其中一名警官在警局的储物柜还受到内务部门的突击搜查，在其中发现多个与凶案有关但之前认定丢失的纪录。卡林顿也受到委员会传唤前去做证，但没有人告诉她传召原因，她的著作《谁杀了莉莉》于这年初出版，书中批评警方对案件调查处理失当。卡林顿受到长达3天的交叉询问，时间比任何受到质疑的警察还长，希拉里·伯恩-阿姆斯特朗对此表示，卡林顿对于莉莉谋杀案所写或所说的每一个词几乎都受到质询:23。伯恩-阿姆斯特朗为此指控警察廉政委员会根本无意展开调查，传唤卡林顿的唯一目的就是要诋毁她的可信度:23，抹黑这个通过批评警察吸引大量媒体关注的人:35。
2000年10月，警察廉政委员会公布审查结果，其中建议解除查菲控长的职务，理由是他在案件调查中“严重失职”。报告还建议对另外5名办案警官发起刑事起诉。审查结果表明，韦伯斯特的逮捕过程并不合法，警察的逮捕只是为了审问他，但他们没有这样的权力，而且他在被关押期间有可能受到警察殴打。审查还发现警察在审问1时并没有联系他的家长，也没有询问他有关莉莉被害的问题，只是询问有关两人性关系的事，这又令警方受到更多的批评。调查结束后，查菲选择“提早一点”退休，但他谴责委员会的审查结论，声称自己对团队在调查期间的表现深感自豪。2001年10月，新南威尔士州刑事检控专员决定不对任何警察提起公诉，理由是这些警察在感情上都已倍受打击，事业也早已毁于一旦。澳大利亚广播公司旗下的电台指出，这是“新南威尔士州历史上对警察行为持续时间最长的调查之一”，受此影响，新南威尔士州警察部队也做出多项改革，记录保留程序的改革便是其中这一。

## 舞台剧和电影改编

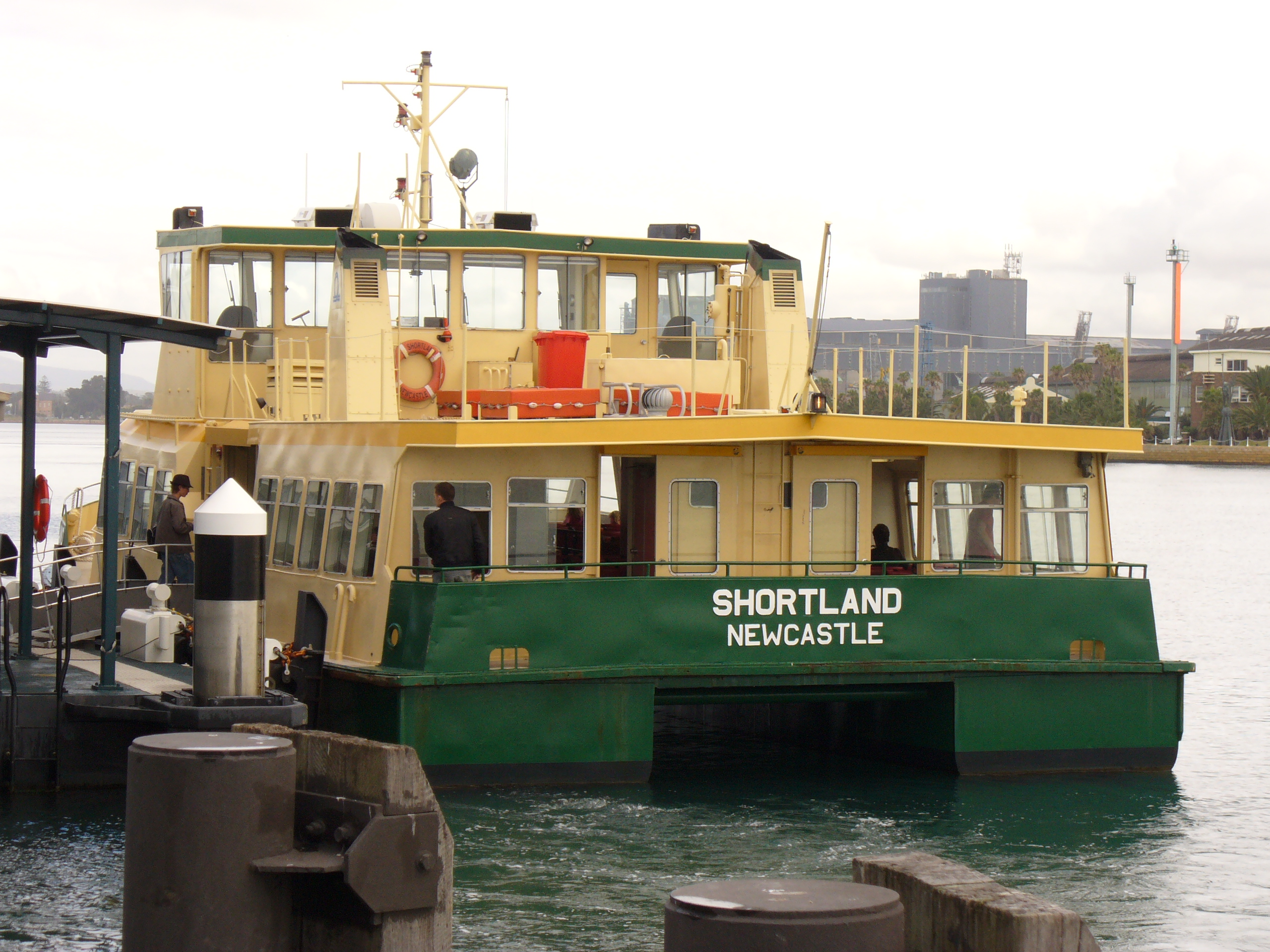
电影《魔岩风暴》有多个镜头是在斯托克顿轮渡（图）取景。

纽卡斯尔飞轮教育剧场委托剧作家尼克·恩莱特（Nick Enright），请他以这起奸杀案为题材创作剧作:477。1992年，舞台剧《氏族物业》（A Property of the Clan）在飞轮剧场首演，并于1993年在澳大利亚国家戏剧研究院演出。剧名源自韦伯斯特上庭受审前的心理学报告:84:485。恩莱特在剧作中省略了犯罪和谋杀行为本身，主要关注于聚会的参与者和案发后的余波:155。该剧还在纽卡斯尔地区多所高中上演，获得好评后再在全国各地高中演出并赢得多个奖项。但莉莉和韦伯斯特曾就读的纽卡斯尔高中拒绝该剧入校演出。剧中情节发生在虚构的黑岩镇（Blackrock），受害人名叫特雷西（Tracy）。莉莉的家人称“特雷西”是莉莉表妹和最好朋友的名字，要求剧作把受害人的名字改掉，制作方之后虽有对内容做多处调整，但却没有变更这个名字。剧作之后更名《魔岩风暴》（Blackrock），:155:154于1995至1996年间经悉尼剧团演出。
《魔岩风暴》之后改编成同名电影，部分镜头是在斯托克顿取景，于1997年上映。斯托克顿部分居民仍对这起谋杀案记忆犹新，而且电影剧本中的细节与案情过分接近，令人不安，所以反对影片在当地取景。剧组抵达斯托克顿后，之前已经谈好的多个地点突然就拒绝合作，当地媒体也对他们充满敌意。制片人声称，虽然他们选择在斯托克顿取景，但电影剧情并非专门围绕莉莉展开，这种解释令局势雪上加霜。莉莉的家人极力反对这部电影，称几位电影人是在靠他人的不幸渔利，而且对莉莉的死轻描淡写并加以利用，在此期间还从负面角度描绘受害人。中央昆士兰大学副教授唐娜·李·奥布赖恩（Donna Lee Brien）认为，电影中的部分虚构情节对莉莉的描绘较为负面，但丽贝卡·道尔（Rebecca Doyle）则在相应著作指出，电影也纠正了一些凶案媒体报道的错误信息，提供了事件反思的平台。电影在澳大利亚上映的反响褒贬不一，不过仍以正面为主。影片在其他国家境遇不佳，对此奥布赖恩指出，澳大利亚以外地区的观众可能对莉莉的悲剧缺乏足够了解，所以难以对本片剧情产生共鸣，觉得其中不过又是些肤浅的陈词滥调。